# Deutsches Jungvolk

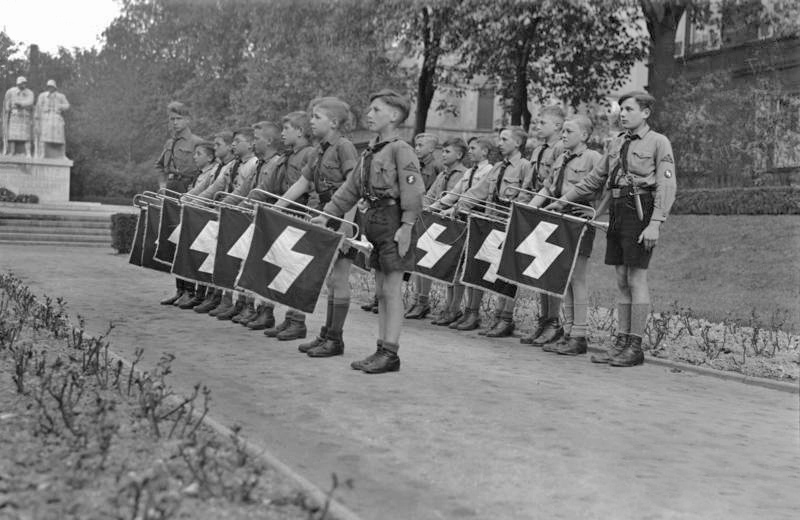
Fanfarenkorps des Jungvolkes in Worms 1933

Gliederung der Hitlerjugend und deren Teilorganisationen.

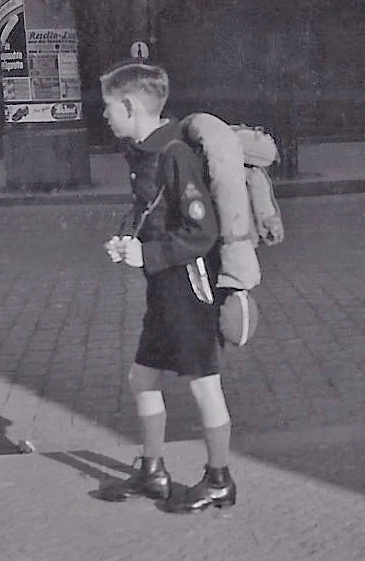
Pimpf mit Marschgepäck auf Osterfahrt 1938

Das Deutsche Jungvolk (DJ), kurz auch als Jungvolk bezeichnet, war in der Zeit des Nationalsozialismus eine Jugendorganisation der Hitlerjugend für Jungen zwischen 10 und 14 Jahren. Danach wurde, wer nicht als Jungvolkführer in Übereinstimmung mit höheren Jungvolkführern im Jungvolk bleiben wollte, in die Hitlerjugend überwiesen. Ziel der Organisation war es, die Jugend im Sinne des Nationalsozialismus zu indoktrinieren, in Loyalität zu Adolf Hitler zu erziehen und vormilitärisch auszubilden. Die Mitglieder des Deutschen Jungvolks nannten sich offiziell „Jungvolkjungen“, umgangssprachlich für den jüngsten Jahrgang „Pimpf“.
Die Organisation war ein Teil der allgemeinen nationalsozialistischen Gleichschaltung aller Lebensbereiche. Als Jugendorganisation bestand das Deutsche Jungvolk bis zum Zusammenbruch des Nationalsozialismus im Jahre 1945.

## Geschichte
Die Bezeichnung Jungvolk wurde von nationalistisch geprägten Ablegern der Wandervogel-Bewegung in Wien nach dem Ende des Ersten Weltkriegs geprägt. Im Sommer 1930 verbanden sich österreichische und reichsdeutsche Gruppen in Absprache mit der Leitung der Hitlerjugend zum Deutschen Jungvolk, Bund der Tatjugend Großdeutschlands.
Mit dem Rücktritt Kurt Grubers vom Amt des Reichsführers der HJ im März 1931 wurde die HJ-Zentrale von Plauen nach München verlegt und der bislang selbstständige Bund Deutsches Jungvolk wurde der HJ angegliedert: 15-Jährige mussten zur eigentlichen HJ, 18-Jährige weiterhin in die SA wechseln.
Der Anspruch der führenden Funktionäre der HJ bestand darin, so Arno Klönne, „die Gesamtheit der Jugend, wie auch den gesamten Lebensbereich der junge Deutschen (zu) erfassen“. Nach der „Machtergreifung“ Hitlers 1933 wuchs durch Verbot, Auflösung, Selbstauflösung, Übertritt und Übernahme anderer Jugendverbände die Mitgliedschaft im Deutschen Jungvolk stark an. Gemäß dem Gesetz über die Hitlerjugend vom 1. Dezember 1936 sollte die gesamte deutsche Jugend nach den Grundsätzen des Führerprinzips in der Hitlerjugend zusammengefasst werden, wo sie neben Schule und Elternhaus „körperlich, geistig und sittlich im Geiste des Nationalsozialismus zum Dienst am Volk und zur Volksgemeinschaft“ erzogen werden sollte. Baldur von Schirach, der Reichsjugendführer der NSDAP, hatte 1936 zum „Jahr des Deutschen Jungvolks“ erklärt.
In der Anfangszeit des „Dritten Reiches“ hatte das bündische Element noch beträchtlichen Einfluss im Deutschen Jungvolk. Viele Bündische unterschätzten nicht nur die Macht der nationalsozialistischen Jugendorganisationen, sondern verhielten sich dem Nationalsozialismus gegenüber entweder direkt zustimmend oder doch zumindest anerkennend. Das traditionelle Lied- und Schriftgut wurde im Jungvolk weiter gepflegt, bestimmte Zeltformen und Musikinstrumente verwendet und eine gruppenspezifische Kluft getragen. Ehemals bündische Jugendführer gestalteten die Zeitschrift Deutsches Jungvolk maßgeblich mit. Dies änderte sich durch die Säuberung der nationalsozialistischen Jugendorganisationen nach dem 30. Juni 1934. Spätestens 1936 waren die bündischen Traditionen in den Leitungsformationen des Jungvolks ausgeschaltet. Allein an der Basis scheinen bündische Traditionen, wenngleich zunehmend verdeckt, weiter bestanden zu haben.
Ende der 1930er Jahre zeigte sich aber auch, dass immer mehr Jugendliche sich dem Drill und Zwang zu entziehen versuchten. Von den vielen Jugendlichen hingegen, die gerne bei den Jungvolk-Gruppen mitmachten, taten dies nur relativ wenige aus politischer Überzeugung, sondern vor allem wegen des jugendlichen Gemeinschaftslebens, des Karriereangebots und der sportlichen Aktivitäten. Matthias von Hellfeld und Arno Klönne argumentieren, dass durch die nationalsozialistischen Jugendorganisationen wie das Jungvolk keine „breitere Schicht von fanatisch-aktiven jungen Nationalsozialisten“ herausgebildet wurde, sondern man allenfalls die „Dressur der Jugendlichen zur Systemanpassung, zum Verzicht auf politische und gesellschaftliche Willensbildung und Spontaneität“ erreichte, was einer „politisch-gesellschaftlichen Entmündigung der Jugend“ gleichkam.
In der Zweiten Durchführungsverordnung (Jugenddienstverordnung) zum Gesetz über die Hitlerjugend vom 25. März 1939 wurde die Zwangsmitgliedschaft im Deutschen Jungvolk festgelegt. Zum Dienst während des Zweiten Weltkriegs gehörten Aufräumaktionen und Sammelaktionen für Kleider, Altmetall bzw. das Winterhilfswerk.
Das Deutsche Jungvolk wurde als Untergliederung der Hitlerjugend nach Kriegsende durch das Kontrollratsgesetz Nr. 2 verboten und aufgelöst, sein Vermögen beschlagnahmt.

## Organisatorische Gliederung

### Einheiten des Deutschen Jungvolks (DJ)
- Jungenschaft – umfasst etwa zehn bis 15 Jungvolkjungen
- Jungzug – umfasst im Allgemeinen drei Jungenschaften
- Fähnlein – umfasst im Allgemeinen vier Jungzüge (wegen jahrgangsweiser Gliederung)
- Jungstamm – umfasst vier Fähnlein (abhängig von den Örtlichkeiten)
- Jungbann – umfasst etwa fünf Jungstämme (abhängig von den Örtlichkeiten)

Die Jungvolkeinheiten waren zunächst nur bis zum Jungbann selbständig. Ab der Organisationsebene Gebiet hatten Hitlerjugend und Deutsches Jungvolk gemeinsame Dienststellen. Nach Kriegsbeginn entfiel auch der Jungbann.

### Dienstgrade
- 1. Jungvolkjunge (Pimpf)
- 2. Hordenführer
- 3. Oberhordenführer
- 4. Jungenschaftsführer
- 5. Oberjungenschaftsführer
- 6. Jungzugführer
- 7. Oberjungzugführer
- 8. Fähnleinführer
- 9. Oberfähnleinführer
- 10 Hauptfähnleinführer
- 11. Jungstammführer
- 12. Oberjungstammführer
- 13. Jungbannführer
- 14. Oberjungbannführer
- 14. Hauptjungbannführer
- 16. Gebietsjungvolkführer

Der Dienstrang war zu unterscheiden von der Dienststellung (Aufgabe). Dienststellungen gab es im Jungvolk vom Jungenschaftsführer bis zum Jungbannführer, auch Hauptjungzugführer war eine Dienststellung. Letztere wurde durch Schnüre in verschiedenen Farben kenntlich gemacht, die an der linken Schulter befestigt wurde. Eine Besonderheit der Jungvolk-Uniform stellte das Fehlen der linken Schulterklappe bei den unteren  Dienstgraden bis einschließlich dem Oberjungzugführer dar. Im Unterschied zur Hitlerjugend, bei der die Rangabzeichen auf beiden Schulterklappen angebracht waren, trugen die niederen Jungvolk-Chargen ihre Rangabzeichen auf dem rechten Oberärmel. Die Jungvolk-Abzeichen bestanden aus schwarzen Scheiben, mit weißen Rangsternen und Winkeln (statt der bei der Hitlerjugend üblichen Litzenbalken).
Den Hordenführer kennzeichnete ein Winkel (mit der Spitze nach unten), den Oberhordenführer zwei Winkel, Jungenschaftsführer ein Rangstern, den Oberjungenschaftsführer ein Rangstern über einem Winkel, Jungzugführer zwei Rangsterne, Oberjungzugführer zwei Rangsterne über einem Winkel.
Die höheren Ränge, ab dem Fähnleinführer aufwärts, trugen die Rangabzeichen auf den Schulterklappen. Darin folgten sie weitgehend dem Beispiel der Hitlerjugend. Statt der Winkel wurden, neben den Sternen, nun Litzenbalken verwendet. Den Fähnleinführer kennzeichneten etwa drei zum Dreieck formierte Rangsterne, den Oberjungstammführer vier zur Raute formierte Sterne über einem Litzenbalken, den Hauptjungbannführer zwei Eichenlaubblätter über einem Stern, und der Gebietsjungvolkführer drei Eichenlaubblätter.
1942 wurden die Dienststellen von HJ und BDM z. T. zusammengelegt. Es gab nun nur noch die Bezeichnung Gebiet und Bann, die Bezeichnungen Obergau und Untergau mit den entsprechenden Dienststellen- und Dienstrangbezeichnungen entfielen.

## Pimpfenprobe
Auf die Pimpfenprobe wurden die Jungen in Heimnachmittagen, auf dem Sportplatz und mit der Teilnahme an Fahrten (z. B. Zeltlagern) vorbereitet.
Die Prüfungsbestimmungen vom 1. Februar 1938 lauteten:
1. 70-Meter-Lauf in max. 15 Sekunden
2. Weitsprung 3,50 m
3. Schlagballweitwerfen 25 m
4. 1 Minute Luftanhalten
5. Teilnahme an einer eintägigen Fahrt
6. Kenntnis des Aufbaus und der Führerschaft des DJ-Fähnleins
7. Kenntnis des Deutschlandliedes, des Horst-Wessel-Liedes und des Hitlerjugend-Fahnenliedes
8. Kenntnis der „Schwertworte des Hitlerjungen“ (für Jungvolkjungen abgewandelt mit dem Wort „Jungvolkjungen“):

Jungvolkjungen sind hart, schweigsam und treu.
Jungvolkjungen sind Kameraden.
Des Jungvolkjungen Höchstes ist die Ehre.
In manchen Einheiten musste der Neuling zusätzlich den Lebenslauf Hitlers aufsagen können (etwa sechs bis zehn Sätze).
Das Ergebnis der Pimpfenprobe wurde in das „DJ-Leistungsbuch“ eingetragen. 1941 kostete der Erwerb dieses Buches 30 Reichspfennige.
Die Pimpfenprobe war Voraussetzung für das Tragen des HJ-Fahrtenmessers. Nach der Pimpfenprobe konnte im Verlauf der Mitgliedschaft mit vorgeschriebenen Mindestleistungen das DJ-Leistungsabzeichen erworben werden. Nach der Übernahme als 15-Jähriger in die Hitlerjugend bestand die Möglichkeit, bei Erfüllung nach dem Alter gestaffelter Anforderungen das HJ-Leistungsabzeichen zu erlangen – für 15-Jährige in Eisen, 16-Jährige in Bronze und 17-Jährige in Silber. Für HJ-Führer gab es das HJ-Führersportabzeichen in Gold und mit Eichenkranz.

## Zeitschrift
Der Pimpf war eine für Jugendliche zwischen 10 und 14 Jahren, insbesondere die Mitglieder des Deutschen Jungvolks, herausgegebene Zeitschrift unter der redaktionellen Leitung von Hauptschriftleiter Herbert Reinecker. Darin sorgten vor allem spannende Abenteuergeschichten für Attraktivität unter den Jugendlichen und bereiteten diese propagandistisch zielgenau auf Einbindung in das nationalsozialistische Konzept vor.